# 冯其庸
冯其庸（1924年2月3日—2017年1月22日），名迟，字其庸，以字行，号宽堂，男，江苏无锡人，中国文学研究家。以研究《红楼梦》著名于世，中国红楼梦学会会长、中国汉画学会前会长、中华炎黄文化研究会副会长、中国戏曲学会副会长、《红楼梦学刊》主编、敦煌吐鲁番学会顾问。

## 生平
1924年2月3日，生于江苏无锡县前洲镇。
抗战胜利后考入苏州美術專科學校，两月后又因贫失学。1948年，毕业于无锡国专。
1949年，参加中国人民解放军。5月，在苏南行署工作。
1950年，任教于无锡市第一女中。1954年，调中国人民大学，历任讲师、副教授、教授等职。1980年、1981年至1982年，赴美国斯坦福、哈佛、耶鲁、柏克莱等大学讲学。
1984年12月，由中华人民共和国国务院、外交部、文化部派往苏联鉴定列宁格勒藏本《石头记》，达成两国联合出书协议。后又历访新加坡、马来西亚、韩国作学术讲演，均获高度评价。
1986年，任中国艺术研究院副院长。
1988年，率代表因赴新加坡举办“红楼梦文化艺术展”，并应邀赴新加坡大学讲学。1991年，赴新加坡出席国际汉学会议，并担任分会主席。
1996年，应邀访问德国、法国，并在柏林和巴黎考察两国所藏敦煌、吐鲁番文献。
1998年8月，第二次考察帕米尔高原，于海拔4700米的明铁盖山口，发现玄奘取经回国的山口古道，轰动中外学术界。
1998年10月4日至酒泉金塔县访汉代雄关肩水金关、地湾城。10月5日（中秋节）至内蒙古额济纳旗访古居延海、西夏黑水城、汉甲渠候官遗址，对以上各处作详细调查。
2005年5月受聘中国人民大学国学院名誉院长。
2017年1月22日在北京逝世。

## 学术贡献
冯其庸的红学成就主要在三个方面，一个是对曹雪芹的家世写了曹雪芹家世、新考，第二个主要方面就是研究脂本，有专著《石头记脂本研究》，第三个重要的研究的领域，是他研究了《红楼梦》的思想。
还在研究中国文化史、古代文学史、戏曲史、艺术史等方面做出了成就。近十多年，着重研究中国大西部的历史文化艺术，著有考证丝绸之路和支架取经之路的大型摄影图册《瀚海劫尘》，获得学术界的高度评价。冯其庸还擅于书法和绘画。

### 主要著作
- 《曹雪芹家世新考》
- 《石头记脂本研究》
- 《论红楼梦思想》
- 《梦边集》
- 《漱石集》
- 《秋风集》

### 主编
- 《红楼梦》新校注本
- 《红楼梦大词典》
- 《中华艺术百科大辞典》

## 参看
- 红学
- 中国人民大学
- 敦煌学

## 資料來源
1. ↑  文化学者、红学家冯其庸去世，享年95岁 （页面存档备份，存于），澎湃新闻。